# Viviane Orth
Viviane Orth (Toledo, 2 de agosto de 1990) es una modelo brasileña.

## Carrera
Viviane fue descubierta por el Scouter Marcelo Germano (a través del Proyecto Pasarela) a los 13 años, en su ciudad natal.
Modeló en varias ediciones de la Semana de la Moda de São Paulo , para diferentes marcas. Fue portada de revistas como L'Officiel (en octubre de 2006 ), Vogue y Elle (en abril de 2008 ).

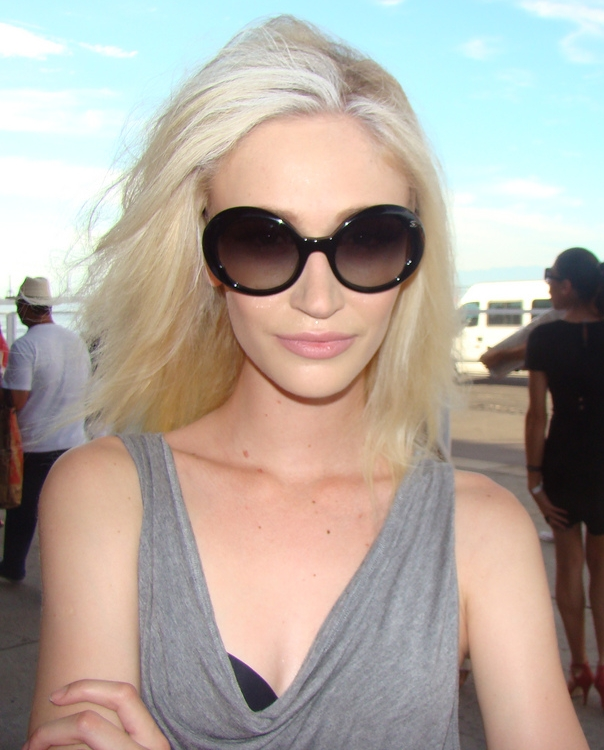
Orth en 2010

Su carrera internacional comenzó tras debutar en el desfile Tommy Hilfiger Primavera/Verano 2006 en el NYFW.
En el 2006 conocería a John Galliano, en aquel entonces director creativo de Christian Dior, donde John se enamoraría de ella, haciendo que Viviane abra su primer show internacional, la colección Primavera/Verano 2007. Desde aquel momento, Viviane se convertiría en una musa de John Galliano y de la marca, desfilando para ellos por 12 colecciones consecutivas.
Ya ha realizado varios espectáculos internacionales, incluida la apertura de un espectáculo de Diesel, Alexander McQueen, Jil Sander, Versace, Celine, Carolina Herrera, Marc Jacobs, Louis Vuitton, Nina Ricci, Lanvin, Moschino, Vivienne Westwood y muchos otros. 
Ese mismo año, Viviane realizó más de 200 desfiles internacionales entre NY-Londres-Milán-París, además de tener el récord de desfiles en Nueva York, París, Río de Janeiro y São Paulo.